# Нектарик оливковий
Некта́рик оливковий (Cyanomitra olivacea) — вид горобцеподібних птахів родини нектаркових (Nectariniidae). Мешкає в Африці на південь від Сахари. Виділяють низку підвидів.

## Підвиди
Виділяють одинадцять підвидів:
- C. o. guineensis Bannerman, 1921 — від Сенегалу до Того;
- C. o. cephaelis (Bates, GL, 1930) — від Гани до ЦАР, ДР Конго і північної Анголи;
- C. o. obscura (Jardine, 1842) — острови Біоко і Принсіпі;
- C. o. ragazzii (Salvadori, 1888) — схід і південний схід ДР Конго, Південний Судан, східна і центральна Ефіопія, Уганда, західна Кенія, західна Танзанія, Замбія. північ Малаві;
- C. o. changamwensis Mearns, 1910 — від південного Сомалі до північно-східної Танзанії;
- C. o. neglecta Neumann, 1900 — від півдня центральної Кенії до північної Танзанії;
- C. o. granti Vincent, 1934 — острови Пемба і Занзібар;
- C. o. alfredi Vincent, 1934 — південна Танзанія, східна Замбія, Малаві та Мозамбік;
- C. o. sclateri Vincent, 1934 — схід Зімбабве і захід Мозамбіку;
- C. o. olivacina (Peters, W, 1881) —південно-східна Танзанія, Мозамбік і північний схід ПАР;
- C. o. olivacea (Smith, A, 1840) — схід ПАР.

Деякі дослідники виділяли західні підвиди у окремий вид Cyanomitra obscura (нектарик західний), однак молекулярно-філогенетичне дослідження не підтверджує подібного розділення.

## Поширення і екологія
Оливкові нектарники живуть в сухих і вологих тропічних лісах, мангрових лісах, саванах, чагарникових заростях, в садах і на плантаціях.